# Parc naturel des Plaines de l'Escaut
Le parc naturel des Plaines de l'Escaut ou PNPE, officialisé en juin 1996 est le pendant belge du parc naturel régional français Scarpe-Escaut, le premier des PNR institué en France (en 1968) et le plus urbanisé. Ces deux parcs forment le parc naturel transfrontalier du Hainaut.
Sa superficie, initialement de 26 649 ha (pour une population d'environ 60 000 habitants) est étendue en 2020 à 46 449 ha pour une population de plus de 100 000 habitants.
Il se situe dans le bassin versant de l'Escaut, au sud du Hainaut occidental, à proximité de la ville de Tournai (enclavée dans le parc naturel), Lille et Mons, regroupant d'abord six (soit 37 anciens villages) puis sept communes (soit 66 anciens villages) : commune fusionnée Tournai (sans l'ancienne entité de Tournai) et, d’ouest en est, Rumes, Brunehaut, Antoing, Péruwelz, Belœil et Bernissart.
Bien que victime de séquelles industrielles, de guerre et agricoles importantes, et d'une fragmentation écologique croissante (routes, autoroute, canaux, TGV…), comme son pendant français, c'est une zone importante pour le réseau écologique paneuropéen en raison des noyaux de nature qui y ont été conservés.

## Fonctionnement
Il est dirigé par une commission de gestion du parc naturel qui regroupe 20 membres représentants des communes, de la province de Hainaut, du département de la Nature et des Forêts et de la direction de l’Aménagement du territoire de la Région wallonne, de la Communauté française, du Conseil supérieur wallon de la conservation de la Nature, ainsi que des agriculteurs, des pépiniéristes de Lesdain, des Réserves naturelles RNOB, des Cercles des naturalistes de Belgique, des guides du parc en Haut-Escaut, des watringues et la Fondation rurale de Wallonie.
Ils déterminent la mise en œuvre du plan de gestion du Parc naturel, qui inclut des  actions de restauration et conservation de la nature, de protection de l’environnement, d’aménagement du territoire, de soutien aux mesures agro-environnementales, d’éducation et de sensibilisation, de développement touristique, de développement rural et économique.
Une équipe technique pluridisciplinaire assiste cette commission et met en œuvre ses orientations, avec des crédits venant des collectivités ou d'autres partenaires.
Le parc a mis en place en 2007 un promenoir des cimes.